# Сакаи, Хидэюки
Хидэюки Сакаи (яп. 坂井秀至, родился 23 апреля 1973 года) — японский го-профессионал 8 дана, обладатель титула Госэй 2010 года.

## Биография
До того как стать профессиональным игроком в го, Хидэюки Сакаи работал врачом; он закончил Киотский университет по медицинской специальности. В течение нескольких лет Сакаи был сильнейшим игроком среди любителей в Японии; он стал первым игроком, получившим сертификат 8 любительского дана. После его победы на чемпионате мира среди любителей Кансай Киин присвоила ему 5 профессиональный дан. В 2003 году он одержал победу на чемпионате Кансай Киин, а в 2004 прошёл в финальный розыгрыш титула Синдзин-О. В 2010 году Хидэюки Сакаи завоевал титул Госэй, победив Тё У, державшего этот титул предыдущие 4 года. После получения титула Сакаи был присвоен разряд 8 дана.

## Титулы
| Япония                | Япония     | Япония         |
| Титул                 | Победитель | Финалист       |
| --------------------- | ---------- | -------------- |
| Госэй                 | 1 (2010)   | 1 (2011)       |
| Синдзин-О             |            | 1 (2004)       |
| Чемпионат Кансай Киин | 1 (2003)   | 2 (2004, 2007) |
| Всего                 | 2          | 4              |